# Isabelle Pedersen
Isabelle Sandstedt Pedersen (née le 27 janvier 1992 à Bergen) est une athlète norvégienne, spécialiste du 100 mètres haies.

## Biographie
Elle est championne du monde junior 2010 sur 100 mètres haies, après avoir été vice-championne d'Europe l'année précédente. Le 30 juin 2013, elle porte son record sur 100 mètres haies à 13 s 04 à Mannheim puis remporte le titre européen espoir à Tampere (13 s 12)
En mars 2015, elle termine cinquième des Championnats d'Europe en salle de Prague (7 s 96). Lors des Championnats du monde de Pékin, elle porte son record à 12 s 86 et est la première non-qualifiée pour la finale. Le 8 septembre, à Zagreb, elle égale à nouveau ses 12 s 86 : elle devance notamment la Britannique Tiffany Porter. Le 17 août 2016, aux JO de Rio, elle est éliminée au stade des demi-finales après avoir couru en 12 s 88.
Le 1er juin 2017, lors du Meeting de Montreuil, Isabelle Pedersen remporte la course en réalisant son nouveau record personnel à 12 s 83. Elle améliore nettement ce temps deux semaines plus tard lors des Bislett Games d'Oslo, étape de la ligue de diamant, avec le temps de 12 s 75. Elle échoue à 1 centième du record de Norvège de Christina Vukicevic (12 s 74 en 2009).
Le 15 février 2018 à Toruń, elle termine 2e de la course du 60 m haies derrière l'Allemande Pamela Dutkiewicz (7 s 85) en améliorant son record personnel en 7 s 94.
Aux championnats du monde en salle de Birmingham, les 2 et 3 mars 2018, Isabelle Pedersen remporte sa série en égalant son record personnel de 7 s 93. En demi-finale, elle termine 3e de la course en 7 s 86, record personnel, et se qualifie au temps pour la finale. Elle termine 6e de la finale en 7 s 94.
Le 22 juillet 2018, lors du London Grand Prix, elle bat en 12 s 72 le record de Norvège que détenait Christina Vukicevic depuis 2009.

## Vie privée
Elle est en couple avec le médaillé mondial de l'heptathlon belge Thomas Van der Plaetsen.

## Palmarès
| Date | Compétition                       | Lieu        | Résultat | Épreuve     | Temps   |
| ---- | --------------------------------- | ----------- | -------- | ----------- | ------- |
| 2009 | Championnats du monde cadets      | Bressanone  | 1re      | 100 m haies | 13 s 23 |
| 2009 | Championnats d'Europe juniors     | Novi Sad    | 2e       | 100 m haies | 13 s 49 |
| 2010 | Championnats du monde juniors     | Moncton     | 1re      | 100 m haies | 13 s 30 |
| 2011 | Championnats d'Europe juniors     | Tallinn     | 2e       | 100 m haies | 13 s 37 |
| 2013 | Championnats d'Europe espoirs     | Tampere     | 1re      | 100 m haies | 13 s 12 |
| 2014 | Championnats d'Europe par équipes | Tallinn     | 1re      | 100 m haies | 13 s 18 |
| 2015 | Championnats d'Europe en salle    | Prague      | 5e       | 60 m haies  | 7 s 96  |
| 2015 | Championnats d'Europe par équipes | Tcheboksary | 9e       | 100 m haies | 13 s 56 |
| 2017 | Championnats d'Europe en salle    | Belgrade    | 5e       | 60 m haies  | 8 s 01  |
| 2018 | Championnats du monde en salle    | Birmingham  | 6e       | 60 m haies  | 7 s 94  |
| 2019 | Championnats d'Europe par équipes | Sandnes     | 4e       | 100 m haies | 13 s 45 |

## Records
| Épreuve     | Temps        | Lieu       | Date            |
| ----------- | ------------ | ---------- | --------------- |
| 60 m haies  | 7 s 86       | Birmingham | 3 mars 2018     |
| 100 m haies | 12 s 72 (NR) | Londres    | 22 juillet 2018 |